# Tatneft
Tatneft (ОАО «Татнефть») ist ein Mineralölunternehmen aus Russland mit Firmensitz in Almetjewsk.
Das Unternehmen ist im RTS-Index am Russian Trading System gelistet. Aktienzertifikate von Tatneft werden sowohl an der New York Stock Exchange als auch an der London Stock Exchange gehandelt. Tatneft gehört zu den größten Erdöl- und Erdgasproduzenten in Russland.

## Firmengeschichte

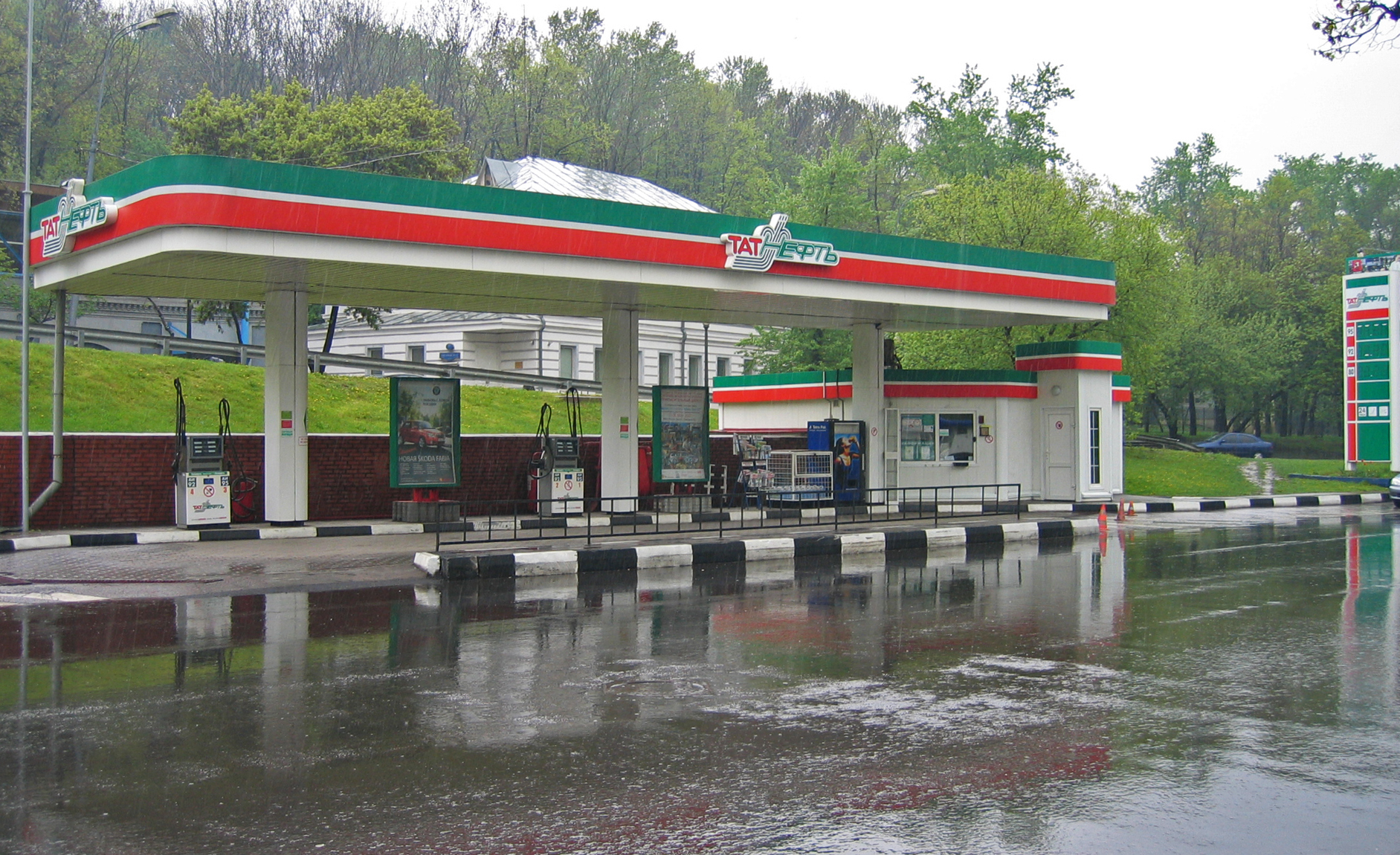
Eine Tatneft-Tankstelle in Moskau

1950 wurde Tatneft Amalgamation durch eine Resolution der sowjetischen Regierung gegründet.
Im Januar 1994 wurde Tatneft Production Amalgamation in ein teilprivatisiertes Unternehmen reorganisiert. Im Zuge der Teilprivatisierung wurden 41,34 % der Firmenanteile an die Mitarbeiter und leitenden Angestellten übertragen, 40 % der Firmenanteile blieben bei der Republik Tatarstan und der Rest wurde an Investmentgesellschaften und ähnlich Unternehmen ausgegeben. Tatneft war eine der Pioniere in der Begebung von American Depositary Receipt (ADR) im russischen Ölsektor. ADR sind Aktienzertifikate, die bedeutende US-Banken über bei ihnen hinterlegte nicht-amerikanische Aktien ausstellen. Ab 1996 wurden diese ADR's von Tatneft an der London Stock Exchange gehandelt und ab 1998 auch an der New York Stock Exchange.
Am 23. August 1999 wurde zusätzlich begonnen die Aktien und Vorzugsaktien von OAO Tatneft an der Moscow Interbank Currency Exchange MICEX zu handeln.